# میه‌چیسواف واینبرگ
میه‌چیسواف سامیلوویچ واینبرگ (روسی: Моисей Самуилович Вайнберг،  ‏لهستانی: Mojsze [Mieczysław] Wajnberg؛ ‏ ۸ دسامبر ۱۹۱۹ – ۲۶ فوریهٔ ۱۹۹۶) آهنگساز و نوازنده پیانو اهل اتحاد جماهیر شوروی سوسیالیستی و اصالتاً لهستانی-یهودی بود.
او از ۱۹۳۹ میلادی در شوروی، روسیه زندگی می‌کرد و بسیاری از خانواده‌اش را در هولوکاست از دست داد.
از واینبرگ بیست‌ودو سمفونی و هفده کوارتت زهی بر جا مانده‌است.
از جمله آثار دیگر او می‌توان به ساخت موسیقی برای بانی‌فیکس به تعطیلات می‌رود و درناها پرواز می‌کنند اشاره کرد.
وی همچنین برندهٔ جوایزی همچون جایزه دولتی اتحاد شوروی و هنرمند مردمی جمهوری شوروی فدراتیو سوسیالیستی روسیه شده است.
واینبرگ که در اواخر عمر، از رنج بیماری کرون رنج می‌برد؛ در ۲۶ فوریه ۱۹۹۶ در مسکو در گذشت.